# 13701 Рокбрюн
13701 Рокбрюн (13701 Roquebrune) — астероїд головного поясу, відкритий 20 липня 1998 року.
Тіссеранів параметр щодо Юпітера — 3,595.
Названий на честь невеликого муніципалітету Рокбрюн-сюр-Аржан